# Mappianthus
Mappianthus é um género monotípico de plantas  pertencente à família Icacinaceae. Sua única espécie: Mappianthus iodoides Hand.-Mazz., é originária da China. O género foi descrito por Heinrich R.E. Handel-Mazzetti e publicado em  Kaiserliche Akademie der Wissenschaften in Wien. Mathematisch-Naturwissenschaftliche Klasse. Anzeiger. 58: 150, em 1921.

## Distribuição e hábitat
É uma espécie escassa que se encontra nos bosques, matagais em alturas de 700-1900 metros, em Fujian, Guangdong, Guangxi, Guizhou, Hainan, Hunan, Yunnan, Zhejiang na China e também no norte do Vietnam.

## Propriedades
O fruto é comestível, as raízes e talos lenhosos têm uso como planta medicinal.

## Sinonímia
- Mappianthus tomentosus D.Fang[1]